# Leptogenys pruinosa
Leptogenys pruinosa es una especie de hormiga del género Leptogenys, subfamilia Ponerinae. Fue descrita por Forel en 1900.

## Distribución
Se encuentra en Sri Lanka y las Filipinas.